# رابرت ریپلی
رابرت لوروآ ریپلی(به انگلیسی: Robert LeRoy Ripley)(زادهٔ ۲۵ دسامبر ۱۸۹۰- مرگ ۲۷ مهٔ ۱۹۴۹ کارتونیست، کارآفرین و مردم‌شناس آمریکایی و آفریننده ستون روزنامه‌ای و برنامه‌های رادیو-تلویزیونی نامدار باورش می‌کنید یا نه ریپلی بود.
گستره کار او از ورزش تا موضوعات مربوط به کشورهای خارجی را دربرمی‌گرفت. او به اروپا و خاور دور سفرکرده‌بود. از اقدامات وی برپایی موزه‌هایی کامیاب با نام اُدیتوریوم در شهرهای شیکاگو، ایلینوی، سن دیگو، دالاس، کلیولند، اوهایو و سان‌فرانسیسکو بود. ریپلی همچنین با نشریه سان فرانسیسکو کرونیکل همکاری داشت.
مرگ وی به دلیل سکته قلبی رخ‌داد.